# Gonomyia (Gonomyia) illicis
Gonomyia (Gonomyia) illicis is een tweevleugelige uit de familie steltmuggen (Limoniidae). De soort komt voor in het Neotropisch gebied.